# Berri Txarrak
Berri Txarrak (en castellano, «Malas noticias») fue un grupo español de rock tipo power trio cuyas canciones están cantadas en euskera. Fue fundado en 1994 en Lecumberri (Navarra) por Gorka Urbizu y Aitor Goikoetxea. El grupo está compuesto por Gorka Urbizu como vocalista y guitarra, Galder Izagirre como batería y David González como bajista.
Es uno de los grupos más reconocidos dentro del panorama musical vasco a escala internacional. Contando ya con más de una decena de discos publicados a lo largo de los más de 20 años de trayectoria.
En diciembre de 2018 anunciaron que al finalizar su siguiente tour (Ikusi Arte Tour 2019) se tomarán un descanso indefinido.

## Historia
El grupo se fundó en 1994. Los dos componentes principales de la banda, Gorka Urbizu y Aitor Goikoetxea, que llevaban un tiempo tocando en Nahi Ta Nahiez con Jon Iribarren, estaban en su arranque. Su formación permaneció constante hasta que Aitor Oreja, guitarra, abandonó el grupo por la incompatibilidad del trabajo con su vida después del cuarto álbum (Libre ©). 
Tras esto el resto de miembros decidió continuar con el grupo como trío, sin contratar un nuevo guitarrista. El 29 de mayo de 2008, el bajista Mikel López anunció su salida del grupo debido a "motivos personales". El sustituto elegido fue David González, bajista de la banda vasca Π L.T. y actualmente también en COBRA. En agosto de 2010 el grupo comunicó que Aitor, miembro fundador junto con Gorka, dejaba la banda, ocupando su lugar Galder Izagirre, curtido baterista en bandas como Dut y Kuraia.
En el primer álbum, de nombre homónimo, la banda tenía un sonido mucho más cercano al heavy metal tradicional que el resto de trabajos. Los dos siguientes discos, (Ikasten y Eskuak/Ukabilak) tuvieron un estilo que mezclaba rock y metal alternativo con nü metal. Con el cuarto álbum, Libre ©, introdujeron más elementos melódicos, pero sin perder la fuerza de los otros discos.
Su quinto álbum, Jaio.Musika.Hil, es aún más melódico que su predecesor, evolucionando musicalmente y lo que les supone una gira internacional de tres años, pasando por países como Estados Unidos, Nicaragua, México, Taiwán o Japón (abriendo el Fuji Rock Festival 2008) y recorriendo Europa en multitud de ocasiones (una de ellas teloneando con A Wilhem Scream a Rise Against). Esta extensa gira fue recogida en un documental rock publicado en formato DVD en 2007 bajo el nombre de Zertarako amestu: Jaio.Musika.Hil egunak. Este trabajo también incluye a modo de extra un concierto en el Astra Gaztetxea de Guernica muy especial, pues fue ofrecido sin escenario, con el público rodeando al grupo.
El sexto álbum, Payola, se grabó en los estudios Electrical Audio de Chicago de la mano de Steve Albini, productor de grupos como Pixies, Neurosis o Nirvana. Durante la grabación de su disco recibieron la vista de Tim McIlrath, oriundo de Chicago y vocalista de Rise Against, lo que supuso la colaboración en los temas Folklore y Achtung. El 12 de marzo de 2009 realizaron un concierto secreto en una famosa sala de Madrid, bajo el nombre de JMH Trio (Jaio.Musika.Hil Trio). Recientemente la banda fichó por la discográfica Roadrunner Records (distribuidora de grupos como Slayer, Down, Soziedad Alkohólika, Hamlet, Slipknot, etc.) cerrando así una etapa con la discográfica GOR Discos que había distribuido todos sus discos.
Finalmente el álbum Payola salió a la venta el 14 de septiembre de 2009 en CD y en formato vinilo a finales de año; álbum con más medios tiempos que los anteriores y con potentes riffs orientados al stoner rock. 
En 2011 comenzó la grabación de su penúltimo disco, titulado Haria (El hilo), que realizaron con el famoso productor Ross Robinson (Slipknot, Korn). Haria fue presentado en febrero de 2012 y posteriormente realizaron una gira que les ha llevado por todo el mundo.
En 2014 anunciaron el lanzamiento de un triple EP en conmemoración del 20 aniversario de la banda. Ha sido grabado con el lema 20 años, 20 canciones y ha contado con la colaboración de tres distinguidos productores con los que habían compuesto previamente, grabando con cada uno de ellos un registro sonoro diferente: Ross Robinson, Ricky Falkner y Bill Stevenson. El disco salió a la venta el 20 de noviembre del mismo año y se titula Denbora da poligrafo bakarra.
El 24 de noviembre de 2017 salió su nuevo LP, Infrasoinuak.

## Colaboraciones
Además de haber sido teloneros de Rise Against durante su gira europea, en el álbum Libre © se incluye una participación de Tim McIlrath, vocalista de dicho grupo (en la canción «Denak ez du balio»), así mismo Tim McIlrath, también hace una pequeña colaboración en el sexto trabajo del grupo, en las canciones «Folklore» y «Achtung!!». También se pueden encontrar colaboraciones con Boikot («Stop censura»), Kauta («Mezulari izan nahi dut»), Kerobia («Zuen tragediak»), Muted («Ez naiz gai»), Dikers («Aprende a desconfiar») Habeas Corpus («Por una vez»), KOP («Sols el poble salva al poble»), La M.O.D.A. («PRMVR»), Esne Beltza («Sortzen»), Smoking Souls («Cançó de la son») y Xavi Sarrià, exmiembro de Obrint Pas («Soledat»).
Gorka (voz y guitarra) ha participado en varios proyectos paralelos como Peiremans+, con el que editó un EP de 5 canciones, o Katamalo, con el conocido como «Bihotz Bakartien Kluba» (Club de los corazones solitarios).
Han colaborado en el tributo a Judas Priest con el tema «Breaking the Law» y en el disco 18/98 auzolanean con el tema «Min hau», en contra del macrosumario 18/98. Por otra parte, Berri Txarrak también ha colaborado con «Bisai Berriak» canción compuesta para el Gazte Topagunea de Elorrio del año 2002 -donde participan Gorka de Leihotikan, Aiora de Zea Mays, Fernando de El Corazón del Sapo, Kuraia, Matxura..., que también se editó en el disco Aurtengo Gorakada 6 del sello Gor y con «Bizitzaren Iturria» para Nafarroa, hitzak dantzan.
En el año 2010, colaboraron para crear el disco en homenaje a Mikel Laboa "TXINAURRIAK. MIKEL LABOARI IKASITAKO KANTUAK", donde crean la canción "Liluraren Kontra".
El 1 de febrero de 2014, publican la canción "Errari ('In Exile', Thrice cover)". Esta canción es una versión de Thrice para el N.º 100 de la revista Rockzone.
El 22 de abril de 2017, publican el sencillo "Bakarrik egoteko modu berri bat" con dos canciones, una con el nombre del disco y el segundo "Belaunaldi Bat".

## Estilo e influencias
Las influencias del grupo han sido: Nirvana, System of a Down, Rage Against the Machine, Pedro the Lion, Weezer, New Order, Rise Against, Neurosis y Black Sabbath, entre otros muchos. Curiosamente en su MySpace no lo reflejan poniendo los nombres de dichos grupos, sino que aparecen los nombres de la cabeza visible de cada uno: "Bazan, Cuomo, Cobain, Morello...". En los setlist de Berri Txarrak, entremezclan el nombre de sus temas con nombres de otros grupos que les recuerdan a algunas de sus canciones.
En temas como «Aspaldian utzitako zelda» o «Mundua begiratzeko leihoak», interpretan poemas y escritos por el escritor Joseba Sarrionandia. En 2010 hicieron una versión del poema llamado «Liluraren Kontra» escrito por el poeta alemán Bertolt Brecht y popularizado en euskera por una canción del cantautor Mikel Laboa. La comentada versión forma parte de muchos de sus actuales directos.
Según el documental sobre el grupo en el DVD Zertarako Amestu, el grupo afirma que no componen mientras hacen una gira. Se encierran en el estudio y ponen en práctica la acumulación de ideas surgidas durante los conciertos. Primero componen musicalmente las canciones y luego le añaden las letras.

## Parón indefinido
Gorka Urbizu anuncia un parón indefinido de Berri Txarrak el 12 de diciembre de 2018. El comunicado se realiza a través de su web oficial y las redes sociales, y viene acompañado de una última gira de conciertos (Ikusi Arte Tour 2019). 

El último concierto tuvo lugar en un abarrotado Navarra Arena de Pamplona el 23/11/2019, donde el grupo recibió la colaboración de los antiguos miembros de la banda. El concierto duró más de 2h30' y los asistentes pudieron disfrutar del mejor repertorio de las canciones publicadas a lo largo de 25 años. La fiesta culminó con la canción Ohiu y Berri Txarrak al completo (los integrantes y exintegrantes junto al personal) abandonó el escenario ante el aplauso y ovación del público.. 

### Macro-concierto en Kobetamendi

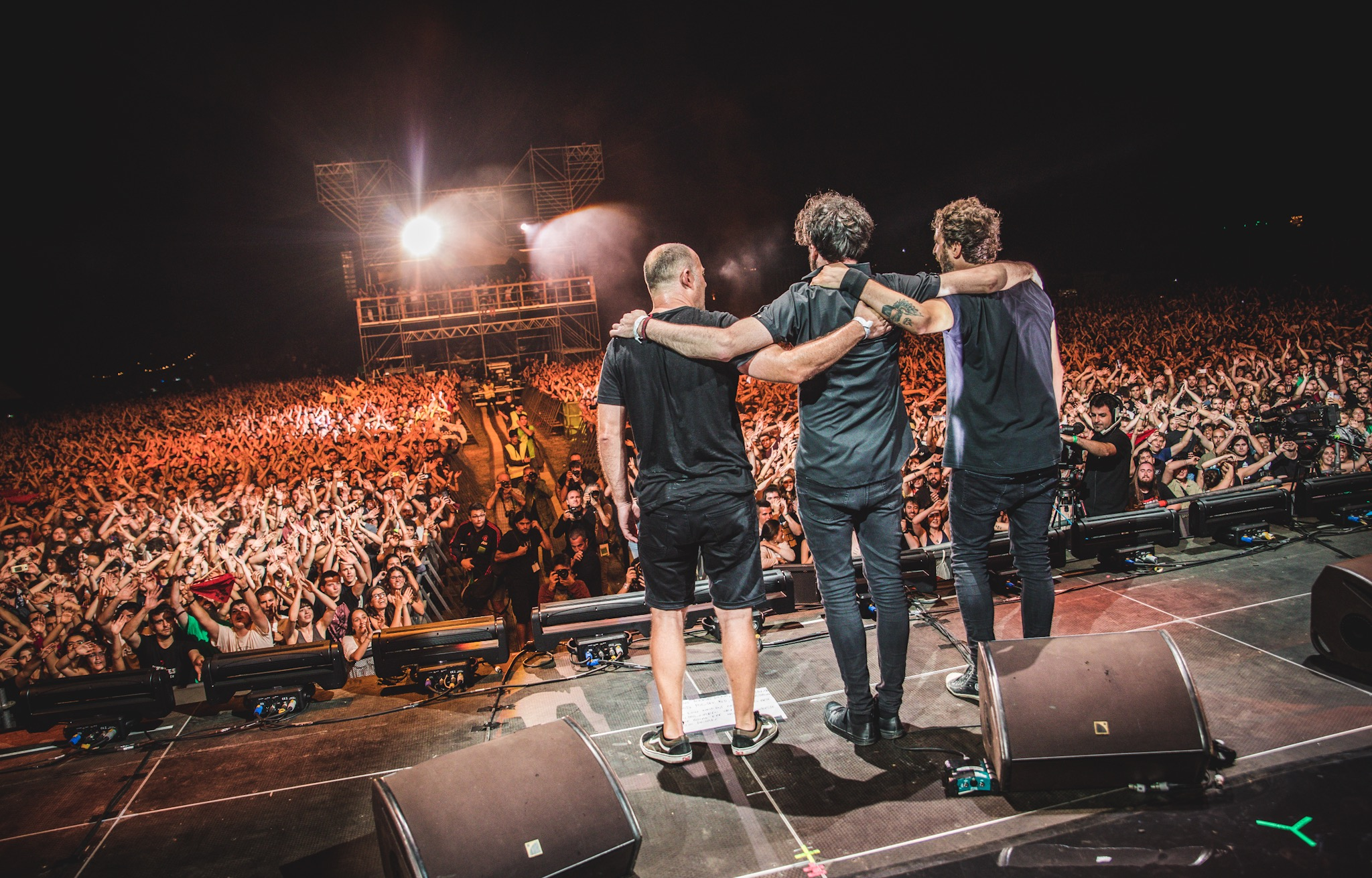
Macroconcierto en Kobetamendi

Dentro de la gira de despedida destaca el macro-concierto del 14 de julio de 2019 en Kobetamendi (Bilbao) donde actuaron durante tres horas ante más de 20.000 personas con la colaboración de casi una veintena de artistas musicales que han sido sus referentes y acompañantes durante su trayectoria musical: Anari, Broken Brothers Brass Band, Facu Díaz, Jurgi Ekiza (Willis Drummond), Ricky Falkner (Egon Soda, Love of Lesbian), Aitor Gorosabel (Su Ta Gar), Matxet (Jousilouli), Toni Mejias (Los Chikos del Maíz, Riot Propaganda), Aritz Mendieta (Deabruak Teilatuetan), Karlos Osinaga (Lisabo), Martí Perarnau (Mucho), Aiora Renteria (Zea Mays), David Ruiz (La M.O.D.A), Matt Sharp (exbajista de Weezer), Nerea Urbizu (Ene Kantak, Katamalo), Enrique Villareal, el Drogas (Barricada).

## Miembros

### Miembros actuales
- Gorka Urbizu – Voz, guitarra y ocasionalmente piano (1994–presente)
- Galder Izagirre – Batería (2010–presente)
- David González – Bajo (2008–presente)

### Antiguos miembros
- Mikel López Rubio – Bajo (1994–2008)
- Aitor Oreja – Guitarra (1994–2004)
- Aitor Goikoetxea – Batería (1994–2010)

## Discografía

### Álbumes
- Maqueta - 1994 (No comercializada, independiente) Fue autoeditada por Gorka Urbizu y Aitor Goikoetxea con el nombre del grupo musical Berri Txarrak que era entonces solo un grupo paralelo iniciado por ellos dos. Después de un tiempo de deliberación y habiendo participado en otras formaciones con otros estilos muy diferentes como el reggae y música pop, el 1994 Gorka Urbizu y Aitor Goikoetxea probaron grabar con el nombre de Berri Txarrak esta maqueta en formado cassette con una pequeña tirada para unos pocos amigos. Con un estilo muy próximo al heavy metal que despacio iría hacia el hard rock.
- Berri Txarrak - 1997 (GOR diskak) Es el primer álbum de estudio y por lo tanto de debut del grupo. En la grabación participaron Gorka Urbizu a la voz, guitarras y piano, Aitor Oreja a las guitarras, Mikel López al bajo, y Aitor Goikoetxea a la batería. El diseño del álbum fue a cargo de Manolo Gil.
- Ikasten - 1999 (GOR diskak) en castellano "Aprendiendo" o "Estudiando".[17] Fue grabado al estudio Sonido XXI de Espartza de Galar el 1999, producido por Haritz Harreguy y Berri Txarrak, y el diseño fue a cargo de Biktor Andueza.
- Eskuak/Ukabilak - 2001 (GOR diskak) (en castellano "Manos / Puños"), grabado al estudio Garate Studios de Andoáin en 2001. Es el álbum donde se publicaron canciones muy conocidas en los directos de la banda como "*Oihu", "*Ebideentegia", "*Biziraun", y "*Stereo". La canción "Biziraun" obtuvo el galardón Gaztea Saria a la mejor canción del año.
- Libre © - 2003 (GOR diskak)
- Jaio.Musika.Hil - 2005 (GOR diskak)
- Payola - 2009 (Roadrunner Records)
- Haria - 2011 (Kaiowas Records)
- Denbora Da Poligrafo Bakarra - 2014 (Only in Dreams)
- Infrasoinuak - 2017

### Álbumes en directo
- Zertarako Amestu (DVD) - 2007 (GOR diskak)

### Singles
- Etsia - 2014
- Lemak, Aingurak - 2014
- Zerbait Asmatuko Dugu - 2014

- Bakarrik egoteko modu berri bat - 2017 (Only In Dreams)
- Infrasoinuak (Single) - 2017
- Spoiler! (Canción) - 2017

### Participaciones en otros álbumes
- Nafarroa, hitza dantzan 2001 (GOR Diskak)
- Navarra, tierra de rock / Rock Lurraldea
- Tributo a Judas Priest - 2000 (Zero Records)
- Bisai Berriak - 2002 - Cançión escrita y publicada por la celebración del encuentro Gazte Topagunea de las juventudes de izquierdas vascas en Elorrio.
- Nostrat - 2007 - Disco de KOP en que Berri Txarrak canta Sols el poble salva el poble.
- La Primavera del Invierno - 2015 - Disco de La M.O.D.A donde Gorka Urbizu participa en la canción PRMVR.
- Cendra i or - 2017 - Disco de Smoking Souls en que Gorka Urbizu canta Cançó de la son.
- Amb l'esperança entre les dents - 2017 - Disco de Xavi Sarrià (exmiembro de Obrint Pas), donde Gorka Urbizu canta el tema Soledat.

## Curiosidades
- El 15 de mayo de 2015 Berri Txarrak anunció que de la colaboración con la cervecería artesanal Gineu, presentaban un pack con 4 variaciones diferentes de cerveza (IPA, Toast, Black y Pilsen) junto con un vaso de diseño exclusivo. El dinero recaudado de su venta se destinarían a varias finalidades sociales. La cerveza se presentó el sábado día 16 de mayo del 2015 en la cervecería Boulevard de Irún, dentro de la Feria Solidaria de la Cerveza de Primavera.[18][19] El 6 de junio de 2017 Berri Txarrak anunció que con Justin Hawke de la compañía cervecera Moor Beer de Bristol habían elaborado una nueva cerveza artesana denominada “Do It Together”. Esta nueva cerveza pero sería de tipo Mango Tea Pale Ale de 5,2 % de alcohol y fue elaborada conjuntamente con Canton Tea Company de Londres.[20]
- El cantante de Lendakaris Muertos Aitor Ibarretxe anunció la creación de un nuevo grupo con el nombre de Aberri Txarrak ("Malas Patrias") que parodiaría con este nombre a los Berri Txarrak.[21] El 28 de octubre de 2014 anunciaron el primer videoclip de la canción "PNV faxista" publicada a través del sello Maldito Records.[22]